# Ђампаоло (Кјети)
Ђампаоло (итал. Giampaolo) је насеље у Италији у округу Кјети, региону Абруцо.
Према процени из 2011. у насељу је живело 42 становника. Насеље се налази на надморској висини од 142 м.